# Gmina Zławieś Wielka
Die Gmina Zławieś Wielka (deutsch Groß Bösendorf) ist eine Landgemeinde im Powiat Toruński (Thorner Kreis) der polnischen Woiwodschaft Kujawien-Pommern. Ihr Sitz ist das gleichnamige Dorf (deutsch Groß Bösendorf). 

## Gliederung
Zur Landgemeinde (gmina wiejska) Zławieś Wielka gehören 18 Dörfer (deutsche Namen, amtlich bis 1945) mit einem Schulzenamt (solectwo):
- Cegielnik (Ziegelwiese)
- Cichoradz  (Tannhagen)
- Czarne Błoto (Schwarzbruch)
- Czarnowo (Scharnau)
- Górsk (Gurske)
- Gutowo (Guttau)
- Łążyn (Lonzyn)
- Pędzewo (Pensau)
- Przysiek (Wiesenburg)
- Rozgarty (Roßgarten)
- Rzęczkowo  (Renczkau, 1902–1945 Rentschkau)
- Siemoń (Siemon)
- Skłudzewo (Hohenhausen)
- Stary Toruń (Alt Thorn)
- Toporzysko (Amthal)
- Zarośle Cienkie (Neubruch)
- Zławieś Mała (Klein Bösendorf)
- Zławieś Wielka (Groß Bösendorf)

Weitere Ortschaften der Gemeinde ohne Schulzenamt sind:
- Błotka ("Bruch")
- Borek (Berghof)
- Doły Łążyńskie
- Gierkowo (Girkau)
- Gutowo-Leśnictwo
- Kamieniec
- Łążynek
- Smolno (Schmolln)
- Stanisławka (Stanislawken, 1904–1945 Ellermühl)
- Szerokie (Breitenthal)